# Slag om Boekarest
De Slag om Boekarest, ook gekend als het Argeş - Neajlov-offensief in Roemenië was een belangrijke slag uit de Eerste Wereldoorlog in 1916, tijdens de Roemeense Campagne, waarmee de Roemeense hoofdstad Boekarest bezet werd. De Roemenen verdedigden hun hoofdstad in het westen en het noordwesten. Het Roemeense leger, dat in de minderheid was, trok zich samen met de Roemeense regering terug naar Iaşi in Moldavië.
Hoewel de Roemenen de slag verloren, hadden de centrale mogendheden hun doel niet bereikt, aangezien het land nog steeds meevocht aan de kant van de geallieerden. De slag om Boekarest wordt beschouwd als het grootste offensief in Roemenië tijdens de Eerste Wereldoorlog. In 1918 werd de stad door de geallieerden bevrijd.